# Алыджанов, Рафик Джафар оглы
Рафик Джафар оглы Алыджанов (азерб. Rafiq Cəfər oğlu Alıcanov; 11 июля 1965, Кемерли, Газахский район — 5 ноября 1993, Физулинский район) — азербайджанский офицер. Национальный Герой Азербайджана.

## Биография
Родился 11 июля 1965 года в селе Кемерли, Казахский район, Азербайджанская ССР. Окончил Муганлинскую среднюю школу. В 1988 году окончил с отличием Калининградское высшее инженерное ордена Ленина Краснознамённое училище инженерных войск имени А. А. Жданова по специальности инженер-механик. По окончании училища был направлен для продолжения службы в Днепродзержинск. Дослужился до командира роты.

## Первая карабахская война
С началом Первой карабахской войны 25 августа 1992 года вернулся на родину. Рафик участвовал в боях в Казахе, Товузе, Кельбаджаре, Геранбое, Агдере, Тертере, Агдаме, Физули, Губадлы, Джабраиле, Зангелане. В мае 1993 года ему досрочно было присвоено звание капитана. 29 октября 1993 года в селе Кюрдмахмудлу, Физулинского района проводя разведку, его подразделение попало в засаду, в бою погибли два офицера, прапорщик и два солдата. Сам Рафик получив тяжёлое ранение и находясь в бессознательном состоянии попал в плен. Капитан Алыджанов не приходя в сознание скончался в армянском полевом госпитале. Тело офицера было передано его отцу.
Рафик Алыджанов был женат, остались сын и дочь. Сына он видел только один раз при выписке из роддома.

## Память
Указом президента Азербайджанской Республики капитану Алыджанову Рафик Джафар оглы в 1984 году
было присвоено звание Национального Героя Азербайджана (посмертно).
Похоронен в селе Кёчвелили Акстафинского района Азербайджана.
Его имя присвоено школе, в которой он учился. В городе Акстафе, на привокзальной площади был установлен бюст героя.
В 2021 году на студии «Салнамяфильм» был снят документальный фильм о Рафике Алыджанове.